# Discografia degli L.A. Guns

## Discografia

### Album in studio
| Anno | Titolo                           | US | JP | UK | Certificazione statunitense | Note                                        |
| ---- | -------------------------------- | -- | -- | -- | --------------------------- | ------------------------------------------- |
| 1988 | L.A. Guns                        | 50 | -  | 73 | Oro                         |                                             |
| 1989 | Cocked & Loaded                  | 38 | -  | 45 | Oro                         |                                             |
| 1991 | Hollywood Vampires               | 42 | 20 | 44 | -                           |                                             |
| 1994 | Vicious Circle                   | -  | 58 | -  | -                           |                                             |
| 1996 | American Hardcore                | -  | -  | -  | -                           |                                             |
| 1999 | Shrinking Violet                 | -  | -  | -  | -                           |                                             |
| 1999 | Greatest Hits and Black Beauties | -  | -  | -  | -                           | Ri-registrazioni di canzoni vecchie         |
| 2000 | Cocked & Re-Loaded               | -  | -  | -  | -                           | Ri-registrazione dell'album Cocked & Loaded |
| 2001 | Man in the Moon                  | -  | -  | -  | -                           |                                             |
| 2002 | Waking the Dead                  | -  | -  | -  | -                           |                                             |
| 2004 | Rips the Covers Off              | -  | -  | -  | -                           | Cover album                                 |
| 2005 | Tales from the Strip             | -  | -  | -  | -                           |                                             |
| 2010 | Covered in Guns                  | -  | -  | -  | -                           | Cover album                                 |
| 2012 | Hollywood Forever                | -  | -  | -  | -                           | #25 alla Billboard Hard Rock Album Chart    |
| 2017 | The Missing Peace                | -  | -  | -  | -                           |                                             |

### Album dal vivo
- 1992 - Live! Vampires
- 2000 - Live: A Night on the Strip
- 2006 - Loud and Dangerous - Live From Hollywood
- 2008 - Hellraisers Ball - Caught in the Sky
- 2011 - Acoustic Gypsy Live

### Raccolte
- 1994 - Best Of: Hollywood A Go-Go
- 1997 - Hollywood Rehearsal
- 2000 - Black City Breakdown (1985-1986)
- 2002 - Ultimate L.A. Guns
- 2003 - Fully Loaded
- 2004 - Hollywood Raw: The Original Sessions
- 2005 - Black List
- 2005 - 20th Century Masters – The Millennium Collection: The Best of L.A. Guns

## Extended play
- 1985 - Collector's Edition No. 1
- 1990 - I Wanna Be Your Man
- 1991 - Holiday Foreplay
- 1992 - Cuts
- 1998 - Wasted

## Singoli
| Anno | Titolo                 | Classifiche | Classifiche  | Classifiche |
| Anno | Titolo                 | US Hot 100  | US Main Rock | UK          |
| ---- | ---------------------- | ----------- | ------------ | ----------- |
| 1990 | "The Ballad of Jayne"  | 33          | 25           | 53          |
| 1991 | "Kiss My Love Goodbye" | -           | 16           | -           |
| 1991 | "Some Lie 4 Love"      | -           | -            | 61          |
| 1992 | "It's Over Now"        | 62          | 25           | -           |

## Videografia

### VHS
- 1989 - One More Reason (Certificazione RIAA: Oro)
- 1991 - Love, Peace & Geese

### Album video
- 2005 - Hellraisers Ball - Caught in the Sky
- 2006 - Loud and Dangerous - Live From Hollywood
- 2007 - The Hollywood Years - Live and Loaded

### Video musicali
- 1988 - One Way Ticket (L.A. Guns)
- 1988 - One More Reason (L.A. Guns)
- 1988 - Sex Action (L.A. Guns)
- 1988 - Electric Gypsy (L.A. Guns)
- 1988 - No Mercy (L.A. Guns)
- 1988 - Bitch is Back (L.A. Guns)
- 1988 - Cry No More (L.A. Guns)
- 1989 - Never Enough (Cocked & Loaded)
- 1989 - The Ballad of Jayne (Cocked & Loaded)
- 1989 - I Wanna Be Your Man (Cocked & Loaded)
- 1989 - Rip and Tear (Cocked & Loaded)
- 1989 - Malaria (Cocked & Loaded)
- 1991 - Some Lie 4 Love (Hollywood Vampires)
- 1991 - Kiss my Love Goodbye (Hollywood Vampires)
- 1991 - Over The Edge (Hollywood Vampires)
- 1992 - It's Over Now (Hollywood Vampires)
- 1994 - Long Time Dead (Vicious Circle)
- 2005 - Tie Your Mother Down (Rips the Covers Off)
- 2012 - You Better Not Love Me (Hollywood Forever)
- 2012 - Araña Negra (Hollywood Forever)